# Banatul de Lugoj-Caransebeș
Banatul de Lugoj-Caransebeș a fost o entitate politică, administrativă și militară a Regatului Ungariei de Est, ulterior al Principatului Transilvaniei și al Părților Ungurești, cu statut autonom și cuprinzând estul Banatului (1536-1658).  A rămas neintegrat Pașalâcului Timișoara după cucerirea părților de vest și centrale ale provinciei de către otomani în 1552.

## Istoric
Banatul de Lugoj-Caransebeș s-a format treptat între anii 1526 - 1536, după lupta de la Mohács, când Banatul de Severin a fost divizat. Partea sa răsăriteană, începând de la viaductul Vârciorova, a trecut sub jurisdicția domnilor munteni. În partea apuseană, în circumstanțele necesității de apărare a frontierei și a autonomiei  districtelor valahe privilegiate, s-a constituit noua entitate politico-militară de frontieră. Trupele otomane au devastat ținutul în 1552, dar nu l-au ocupat, mulțumindu-se cu plata unui tribut. Teritoriul Banatului de Lugoj-Caransebeșa fost alipit părților de Est ale Ungariei alături cu Partiumul și Transilvaniei în anul 1554.
Timp de mai bine de un secol provincia bănățană și-a îndeplinit, cu prisosință rolul de marcă a Principatului. Avea statut autonom și era condus de un ban, numit direct de principe sau ales de nobilimea valahă locală. Ca lege avea "Ius Valahicum", Dreptul Valahic, iar opt districte formau Districtele Valahe Privilegiate, asimilate juridic "Primei Stări". 
În 1658, noul principe al Transilvaniei, Acațiu de Bârcea, înscăunat cu sprijin turcesc, și-a plătit datoria cedând sultanului Banatul de Lugoj-Caransebeș. Astfel Banatul întreg intra sub suveranitatea Porții în cadrul Pașalâcului de Timișoara. În vara anului 1688 trupele generalului Veterani au cucerit pentru Coroana Habsburgă cea mai mare parte a Banatului de Lugoj-Caransebeș. Prin prevederile păcii de la Karlowitz din 1699 reprezentanții împăratului Leopold I cedează din nou Banatul suveranității otomane.

## Bani de Lugoj-Caransebeș
Începem cu ultimii bani de Severin, continuăm cu Interregnum-ul solgăbirăilor de Caransebeș, și apoi trecem la lista propriu-zisă.
Prenumele Demnitarilor este trecut în limba română, deoarece Banatul de Lugoj-Caransebeș avea ca Lege "Ius Valahicum" (la fel cum și Comitatele Ungurești, Scaunele Secuiești și Scaunele Săsești aveau fiecare categorie un "Ius" propriu). Numele de familie sau al localitățilot titlului nobiliar al acestora sunt redate în limba lor originară.
Bani de Severin
Ioan Zapolya și Ioan Vitéz de Cala, 1524-1527.
1527-1531,- vacant
SOLGĂBIRĂI AI DISTRICTULUI SEBEȘAN
1. Francisc Fiat de Armeniș împreună cu Martin de Racovița (2.) și cu Ștefan Pobora (3.), 1532-1533. 
1533-1535,- vacant.
BANI DE LUGOJ-CARANSEBEȘ
1. Mihail de Somlya, 1536-1543.
2. Petru Petrović, 1544-1549.
1550-1551,- nu se mentioneaza nici un Ban.
3. Ioan Gleșan, 1552.
4. Vlasiu Székely, 1553.
2. Petru Petrović, 1554-1557.
5. Ladislau Bichiș/Békés, 1558.
6. Nicolae Cerepović, 1559.
7. Grigore Bethlen de Ictar, 1560-1563.
8. Gabriel Bethlen de Ictar, 1564.
7. Grigore Bethlen de Ictar, 1564-1566.
9. Nicolae Orbay și George Berendi (10.), 1566.
9. Nicolae Orbay, 1567-1569.
10. George Berendi, 1569.
1570-1574,- lipsesc numele Banilor.
11. Gașpar de Bârcea, 1575. 
12. George Gârleșteanu și 13. Ștefan Trompa, 1576 - 1577.
14. Toma Turnea, 1578-1585.
1586-1587,- nu se mentioneaza nici un Ban.
15. George Palatić de Ilidia, 1588.
16. Albert Lonyay, 1589.
17. Mihai Horvath, 1590-1591.
14. George Palatici de Ilidia, 1592-1594.
18. Stefan Bichiș/Békés, 1595.
19. George Borbély, 1595.
1596,- nu se mentioneaza nici un Ban.
20. Andrei de Bârcea, 1596-1600.
21. Ludovic Rákoczy, 1601.
1602,- nu se mentioneaza nici un Ban.
22. Petru Huszar, 1603.
23. Simion Lodi, 1603-1604.
24. Paul Keresztesy, 1605-1606.
25. Ștefan Vaida, 1607.
1608-1609,- nu se mentioneaza nici un Ban.
1609,- Ladislau Gârleșteanu, viceban.
24. Paul Keresztesy, 1610-1613.
26. Petru Bethlen de Ictar, 1614-1616.
27. Pavel Magnus (Nagy/Mare) de Deva, 1617.
1618-1619,- nu se mentioneaza nici un Ban.
27.Pavel Magnus (Nagy/Mare) de Deva, 1620.
1621-1623,- nu se face aminte de numele Banilor.
27. Pavel Magnus (Nagy/Mare) de Deva, 1624.
1625-1626,- nu se aminteste numele Banilor.
27. Pavel Magnus (Nagy/Mare) de Deva, 1627-1644.
28. Acațiu de Bârcea , 1644-1658.
Într-una din cele patru dăți din sec. XVII în care nu apare consemnarea Banilor a fost si Ștefan Wesselényi de Hadad.
În anul 1658 prin "Rușinosul Pact", Acațiu de Bârcea cedează Banatul de Lugoj-Caransebeș periului Ottoman în schimbul Coroanei Transilvaniei.